# Ẹ̀
Ẹ̀ (minuscule : ẹ̀), appelé E accent grave point souscrit, est une lettre latine utilisée dans l’écriture de l’ezaa, du gokana, de l’igede, de l’izi, et du yoruba.
Il s’agit de la lettre E diacritée d’un accent grave et d’un point souscrit.

## Représentations informatiques
Le E accent grave point souscrit peut être représenté avec les caractères Unicode suivants : 
- composé et normalisé NFC  (latin étendu additionnel)[1],[2] :

| formes    | représentations | chaînes de caractères | points de code | descriptions                                                      |
| --------- | --------------- | --------------------- | -------------- | ----------------------------------------------------------------- |
| capitale  | Ẹ̀               | Ẹ◌̀                    | U+1EB8 U+0300  | lettre majuscule latine e point souscrit diacritique accent grave |
| minuscule | ẹ̀               | ẹ◌̀                    | U+1EB9 U+0300  | lettre minuscule latine e point souscrit diacritique accent grave |

- décomposé et normalisé NFD (latin de base, diacritiques) :

| formes    | représentations | chaînes de caractères | points de code       | descriptions                                                                  |
| --------- | --------------- | --------------------- | -------------------- | ----------------------------------------------------------------------------- |
| capitale  | Ẹ̀               | E◌̣◌̀                   | U+0045 U+0323 U+0300 | lettre majuscule latine e diacritique point souscrit diacritique accent grave |
| minuscule | ẹ̀               | e◌̣◌̀                   | U+0065 U+0323 U+0300 | lettre minuscule latine e diacritique point souscrit diacritique accent grave |